# Клеманс Бек
Клеманс Бек  (фр. Clémence Beikes, 19 жовтня 1983) — французька баскетболістка, олімпійська медалістка.

## Виступи на Олімпіадах
| Олімпіада   | Дисципліна | Місце |
| ----------- | ---------- | ----- |
| Лондон 2012 | баскетбол  | 2     |